# 3118 Claytonsmith
3118 Claytonsmith eller 1974 OD är en asteroid i huvudbältet som upptäcktes den 19 juli 1974 av Félix Aguilar-observatoriet. Den är uppkallad efter Clayton A. Smith.
Asteroiden har en diameter på ungefär 36 kilometer.